# Smaky

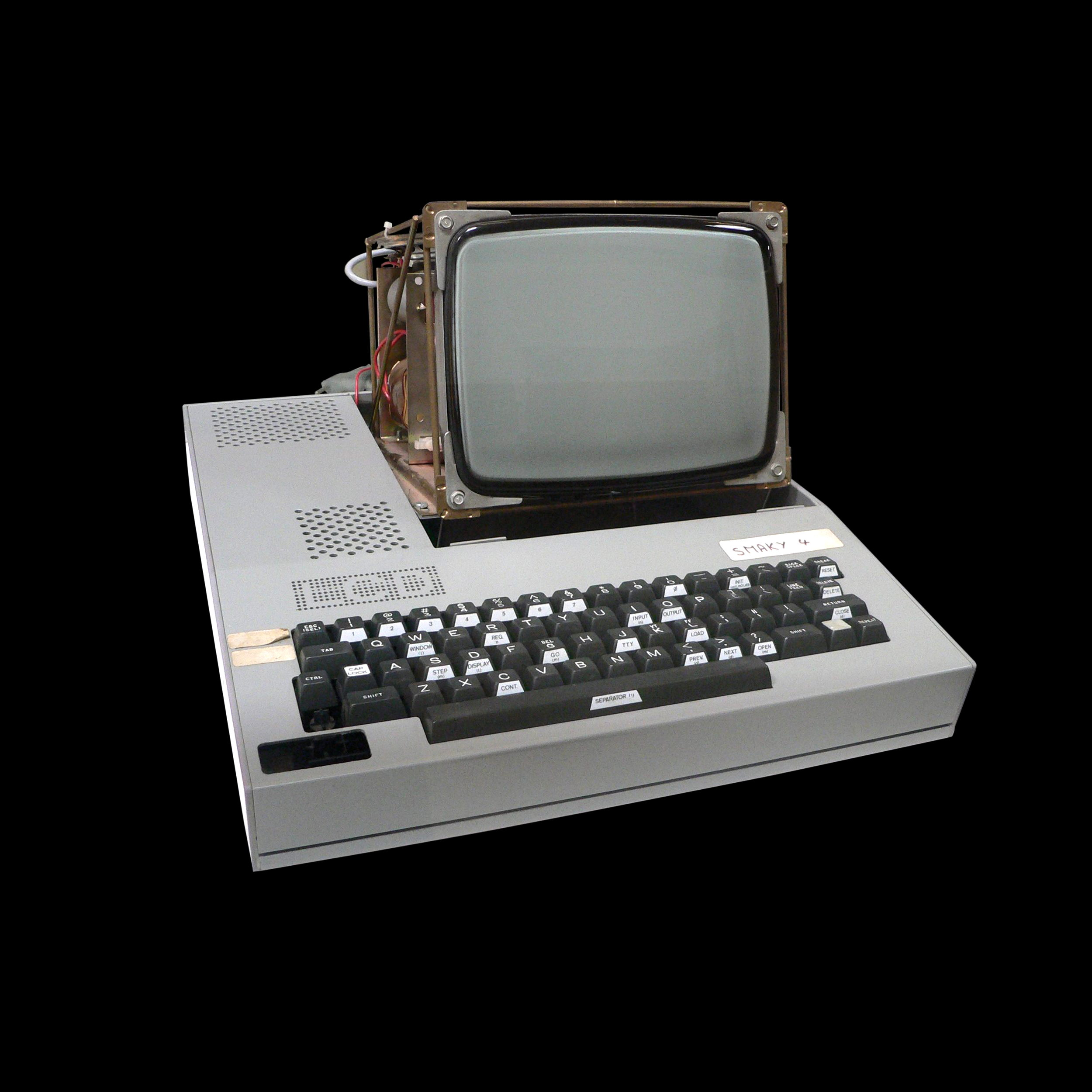
Smaky-4

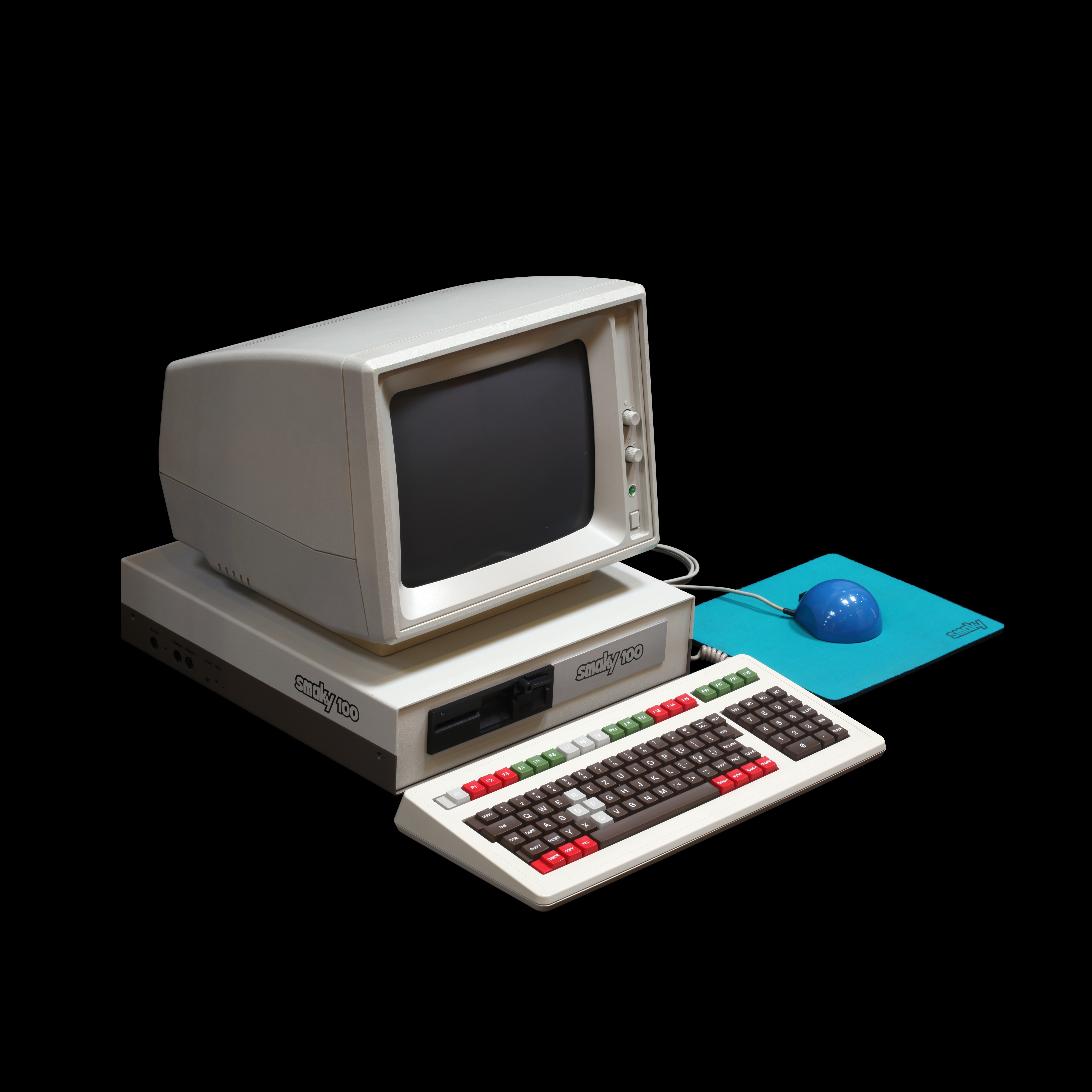
Počítač Smaky-100

Smaky byla řada převážně 8bitových osobních počítačů s vlastním operačním systémem vyvinutá Švýcarským federálním technologickým institutem v Lausanne v roce 1974 týmem okolo profesora Jeana-Daniela Nicouda. Počítače byly využívány jednak přímo institucí, kde byly vyvinuty, jednak i jinými švýcarskými školami. Jméno bylo zkratkou z SMArt KeYboard, tedy doslova chytrá klávesnice, a mělo odkazovat na to, že základní deska byla schována přímo v klávesnici.
První tři modely Smaky 1, Smaky 2 a Smaky 4 byly postaveny kolem procesoru Intel 8080. V roce 1978 přešly nové Smaky na procesor Z80 a v roce 1981 na 32bitové procesory Motorola 68000. 
Další vývoj byl zastaven v roce 1995. Dnes je možné spustit programy pro počítače Smaky v emulátoru.